# ماريانجلا ليزانتي
ماريانجلا ليزانتي (بالإنجليزية: Mariangela Lisanti) (ولدت في الثاني من شهر أيلول عام 1983)  وهي عالمة فيزياء نظرية أميركية وبروفيسورة في الفيزياء في جامعة برينستون.

## سيرتها الذاتية
ولِدت ماريانجيلا ليزانتي عام 1983، ووالداها هما آنا وآنثوني ليزانتي، وكانت عائلتها قد هاجرت من إيطاليا إلى الولايات المتحدة الأميركية. ترعرعت ليزانتي في حي صغير يدعى بيلهام غاردنز ضمن حي “ذا برونكس” في مدينة نيويورك الأميركية. ودرست لاحقاً في مدرسة ستيبلز الثانوية في ويستبورت ضمن ولاية كونيتيكت الأميركية. وفي الصيف الذي تلى عامها ما قبل الأخير في المدرسة الثانوية، قامت بإنهاء دورة تدريبية تحت إشراف بروفيسور الفيزياء مارك رييد في جامعة ييل. وخلال الدورة التدريبية، صممت ليزانتي وبنت جهازاً لقياس قدرة الذرة على توصيل الكهرباء عبر سلك نانوي، وتبلغ تكلفة هذه المواد 35 دولار. واستطاعت عن طريق هذا الجهاز الذي صممته –وبمساعدة البحث الذي أجرته حول الميكانيكا الكمومية –الفوز في مسابقة سيمينز الوطنية عام 2000. كما حازت على المرتبة الأولى عام 2001 ضمن “مسابقة إنتل للبحث عن المواهب العلمية”. وكانت بذلك أول طالبة تحرز المرتبة الأولى في المسابقتين، ولهذا السبب ذكرتها مجلة “المراجعة التقنية لمعهد ماساتشوستس” ضمن قائمة أفضل المخترعين تحت سن الـ 35 لعام 2002، وكانت حينها في الثامنة عشر من عمرها.
أكملت ليزانتي درجة البكالوريوس في فيزياء المواد المكثفة في جامعة هارفرد، وحصلت على شهادة الدكتوراه في فيزياء الجسيمات عالية الطاقة من جامعة ستانفورد. والتحقت عام 2010 بمركز العلوم النظرية التابع لجامعة برينستون بصفتها مدرّسة بحوث معاونة، وأصبحت أستاذة مساعدة (معيدة) عام 2013.
ويعدّ بحثها حول فينومينولوجيا المصادم الفيزيائي من أشهر الأبحاث التي قامت بها. كما دعمت ليزانتي فكرة استخدام نماذج استراتيجيات البحث البسيطة لمراقبة الجزيئات الجديدة والمستخرجة من بيانات المصادم، وهو نهجٌ نُفّذ سابقاً في مصادم الهدرونات الكبير. كما وصفت ليزانتي أيضاً النماذج النظرية للمادة السوداء، وشاركت عام 2014 في تأليف ورقة بحثية تتنبأ بأوقات السنة التي تكون فيها كثافة جزيئات المادة السوداء في أقصى قيمة لها. كانت ليزانتي أيضاً المرشحة النهائية لجوائز بلافاتنيك للعلماء الشباب.